# Faringdon
Faringdon är en stad i Great Faringdon, Vale of White Horse i Oxfordshire i England. Orten har 6 187 invånare (2001).